# Avro York
Avro 685 York byl britský čtyřmotorový dopravní letoun vyvinutý během druhé světové války. Návrh letounu vycházel z těžkého bombardéru Avro Lancaster. První prototyp vzlétl 5. července 1942 v Ringway, výroba probíhala v letech 1943–1946. Vzhledem k tomu, že výroba probíhala velmi pomalu, bylo postaveno pouhých 258 strojů.

## Specifikace

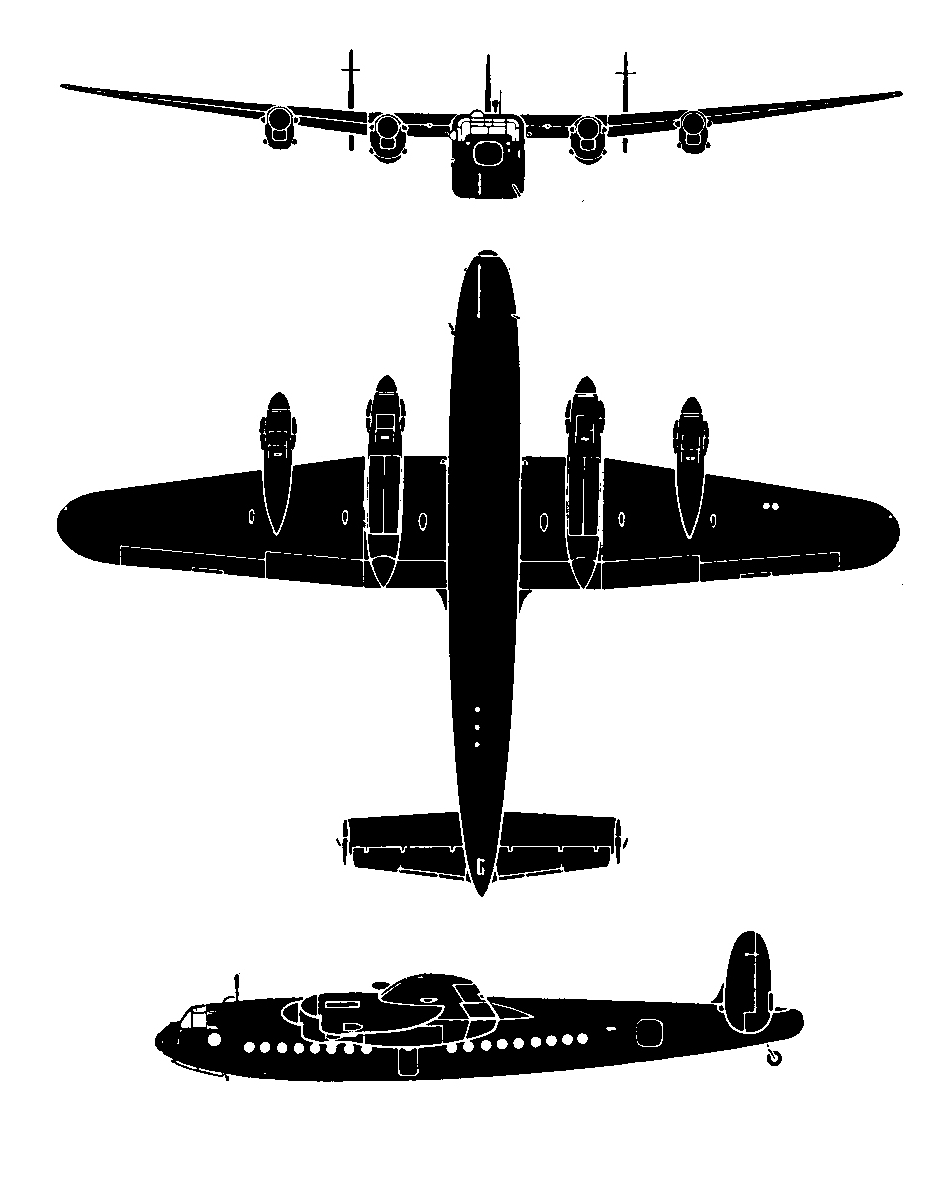
Třípohledová silueta

### Technické údaje
- Osádka: 5
- Kapacita: 56 cestujících (obvykle 24 až 30 cestujících)
- Délka: 23,926 m
- Výška: 5,029 m
- Rozpětí: 31,089 m
- Nosná plocha: 120,49 m²
- Hmotnost vystrojeného letounu: 19 069 kg
- Vzletová hmotnost: 29 484 kg (s přetížením 30 844 kg)
- Pohonná jednotka: 4 × dvanáctiválcový vidlicový motor Rolls-Royce Merlin 24, Merlin T.24 nebo Merlin 502
- Výkon jednoho motoru: 1 620 hp (1 208 kW)

### Výkony
- Maximální rychlost: 479 km/h
- Cestovní rychlost: 375 km/h
- Dostup: 7 925 m
- Dolet: 4 350 km

## Varianty
Prototypy Avro 685

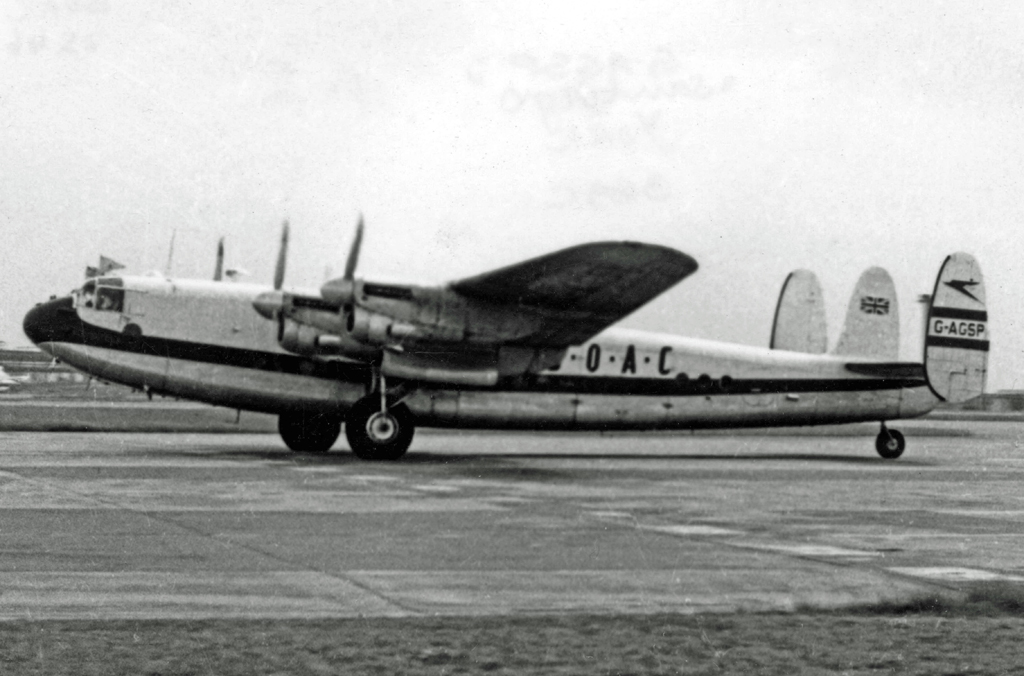
Avro York BOAC na letišti Heathrow.

LV626 - prototyp, který létal původně s dvojitou svislou ocasní plochou, později přestavěn na standard C.II

LV629 - prototyp se sedadly pro cestující

LV633 - prototyp s konferenčním oddílem na palubě. Později sloužil jako VIP letoun pro Winstona Churchilla

LV639 - prototyp výsadkové verze s poklopem v podlaze

York I

Civilní dopravní varianta. Postaveno 45 kusů

York C.I

Vojenská varianta dopravního letadla pro RAF, 208 vyrobeno společností Avro, 1 společností Victory Aircraft Ltd. pro RCAF

York C.II

Jeden prototyp se zástavbou motorů Bristol Hercules XVI